# Chajim Dajan
Chajim Dajan (hebrejsky: חיים דיין) je izraelský politik a bývalý poslanec Knesetu za stranu Comet a alianci Likud-Gešer-Comet.

## Biografie
Narodil se 24. března 1960 ve městě Migdal ha-Emek. Sloužil v izraelské armádě, kde dosáhl hodnosti poručíka (Segen). Vystudoval střední školu. Pracoval pak jako technik.

## Politická dráha
Patří mezi zakladatele armádního vzdělávacího programu No'arej Raful (נערי רפול). Byl koordinátorem pro vojáky z chudých rodin. Angažoval se v odbočce strany Likud a Comet ve městě Migdal ha-Emek. V případě strany Comet byl jejím městským předsedou. Byl také prezidentem mládežnické organizace Gil'am (גילעם) a neziskové organizace Kav le-Chajim (קו לחיים). Pracoval rovněž jako velitel policejní stanice ve městě Jokne'am.
V izraelském parlamentu zasedl poprvé po volbách v roce 1992, v nichž kandidoval za stranu Comet. Stal se členem výboru pro imigraci a absorpci, výboru práce a sociálních věcí a výboru pro drogové závislosti. Ve volbách v roce 1996 mandát obhájil, tentokrát za střechovou kandidátní listinu Likud-Gešer-Comet. Stal se potom místopředsedou Knesetu a členem výboru práce a sociálních věcí. Během volebního období se strana Comet opětovně osamostatnila. Kandidoval za ni ve volbách v roce 1999, ale nebyl zvolen.